# 本願寺 (京丹後市)
本願寺（ほんがんじ）は、京都府京丹後市久美浜町1にある浄土宗の寺院。
730年（天平2年）創建と伝わる古刹であり、本堂は国重要文化財。
1192年（建久3年）に法然上人が時の久美浜城主を開基として中興し、浄土宗とした。法然上人御寄住遺跡第20番霊場とされる。

## 歴史

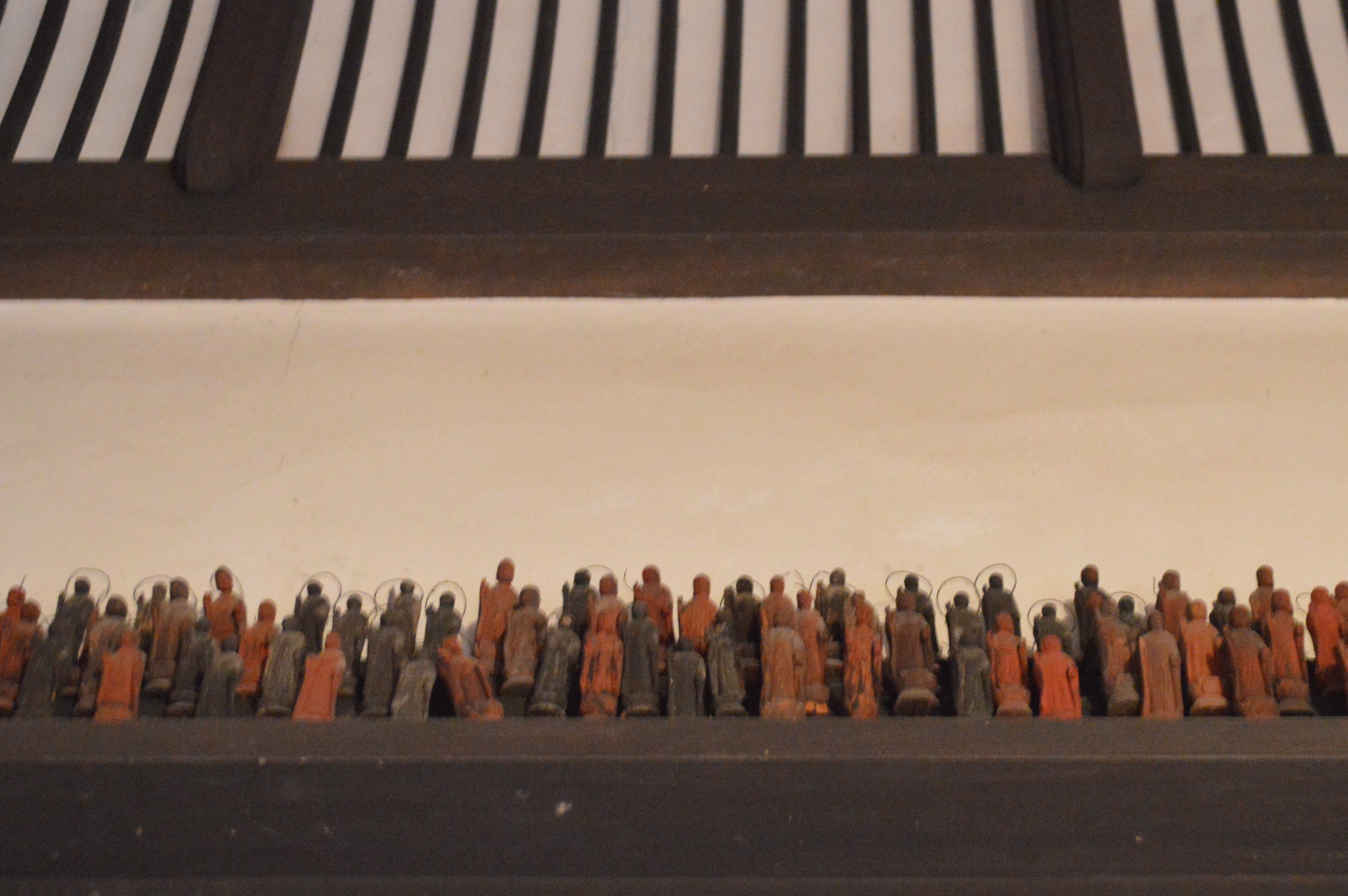
本堂内の千体仏

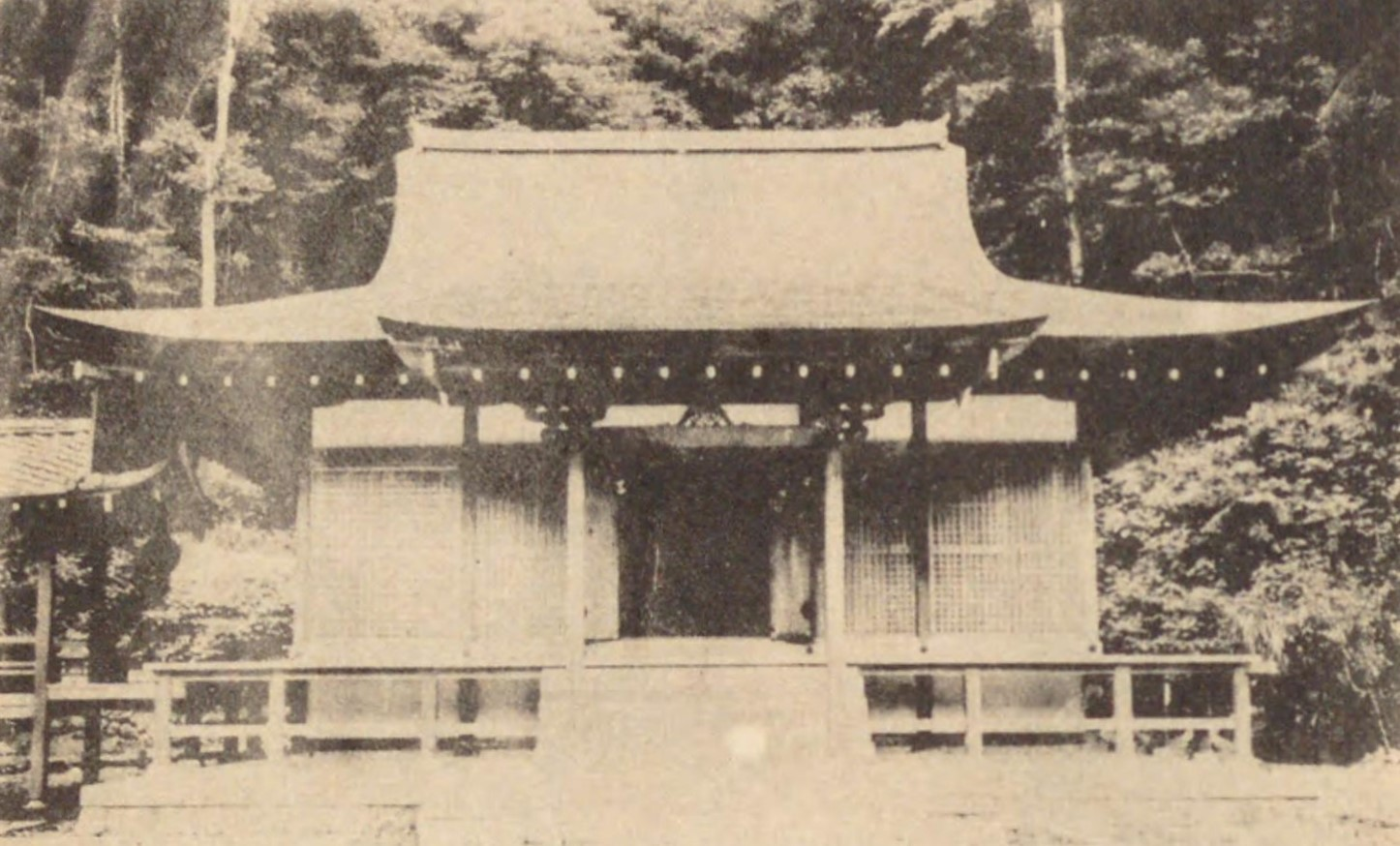
鎌倉時代建立の本堂（1923年）

### 創建
730年（天平2年）、諸国を行脚していた行基が久美庄を訪れた際に創建したと伝わる。1本の大木に群れていた鴫の鳴き声が経を唱えるように聞こえたことから、その木から阿弥陀如来像と小振りな仏像を千体彫り出して安置した（千体仏）のが発祥と伝わる。伝承では、行基は群集していた鴫が一斉に西に飛び立った際の様子が仏の姿に見えたことに感じ入って寺を興したとも伝える。創建から274年間は法相宗で、「帰命院本願寺」と号したがその後衰退した。なお、同じく久美浜にある如意寺も行基を開基としている。

### 天台宗改宗
1004年（寛弘元年）、恵心僧都（源信）が久美浜を訪れた際に悪夢を見たことから、衰退していた本願寺の本堂に大規模な修理を行ったほかに6坊を再建し、その後天台宗に改宗した。恵心僧都も千体の仏像を彫ったことで、行基の仏像と合わせて二千体の仏像となっている。元清水坊、亀井坊、前ノ坊、岸本坊、北ノ坊、上ノ坊の6坊があった。

### 浄土宗改宗
1192年（建久3年）、久美浜城主某の請願を受けて法然が本願寺で滞在してひと夏を過ごし、法然は伊賀守を開基として本願寺を中興し、浄土宗の寺院とした。法然上人御寄住遺跡第20番霊場。知恩院の末寺に数えられ、現在に至る。
本堂はこのときに建造されたと記録にあるが、現存する本堂は鎌倉時代中期の様式を示す。この地域における浄土宗の拠点となった本願寺とは対照的に、如意寺は真言密教の伝統を受け継いで霊験巡礼などの拠点となった。
鎌倉時代には本堂に2000体の千体仏を祀り「命乞いの仏様」「安全守護の仏様」として信仰された。
戦国時代の武将である松井康之は文禄・慶長の役などに出兵しているが、松井康之らが朝鮮に出兵した際には千体仏を守護仏として海を渡ったとされる。

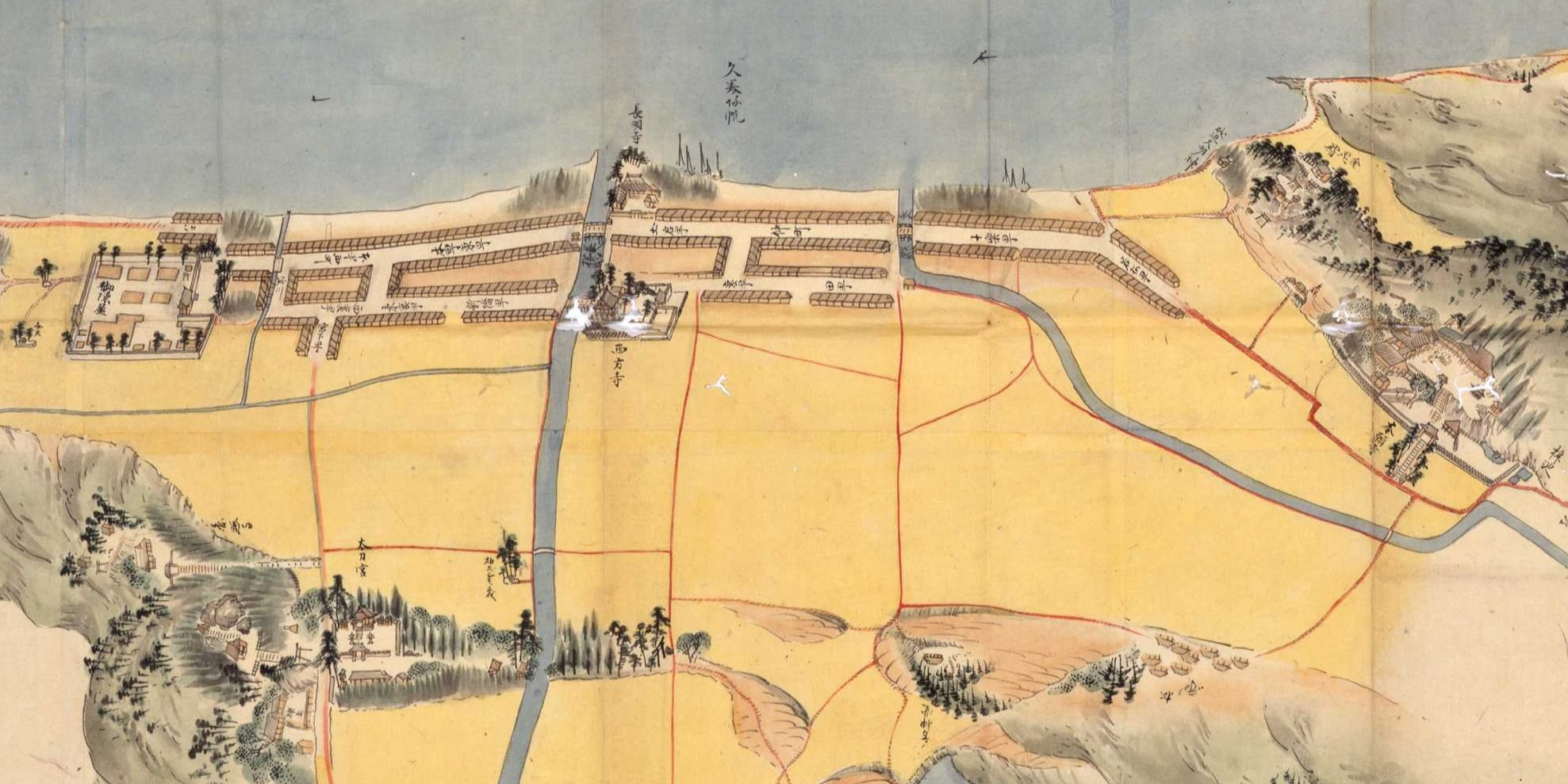
町並みの東端に本願寺が描かれた「丹後久美浜図絵」（一部、享保年間）

### 近現代
本堂は丹後地方に現存する最古の建造物であり、1904年（明治37年）2月18日には国宝（いわゆる旧国宝）に指定された。久美浜町出身の堂宮大工である中村淳治は、1927年（昭和2年）に如意寺の本堂を建立、1930年（昭和5年）に京都市の三十三間堂の修理を行い、本願寺の本堂の修理にも携わった。
1950年（昭和25年）には文化財保護法が施行され、旧国宝の本堂は重要文化財に移行した。

## 境内
境内の広さは約3万平方メートル。樹木が生い茂るなかに20坪の本堂が建ち、その隣の池の脇に法然上人の真筆と伝える「雨除け名号石」がある。

### 建造物
- 本堂 - 後述
- 笠塔 - 1302年（正安4年）。
- 山門 - 石造りの礎盤の上に柱を建つ17世紀中期に建造された1間1戸の4脚門で、入母屋造、桟瓦葺き[5]。台輪を廻して木鼻をつくる[1]。
- 庫裏 - 1815年（文化12年）建造[5]。切妻造の平入で、桟瓦葺き[1]。土間と玄関にあたる広間の上部は高い吹き抜けとし、太い梁や貫が交錯する様式は丹後地方に多くあるため丹後型民家と呼ばれる広間型民家の平面様式に倣う[1]。
- 祖師堂[5]
- 観音堂[5]
- 鐘楼[5]
- 勅使門 - 後述

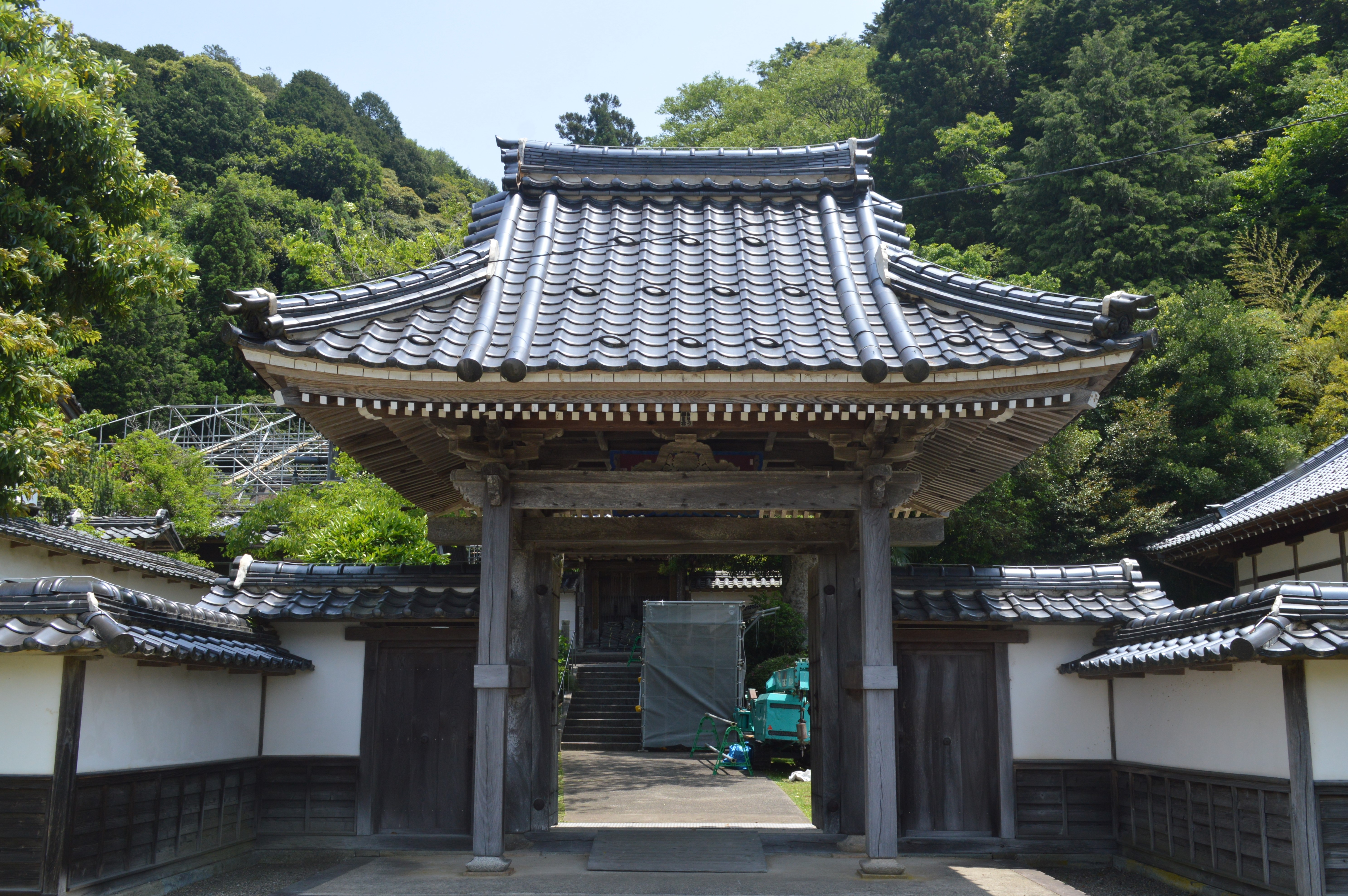
山門
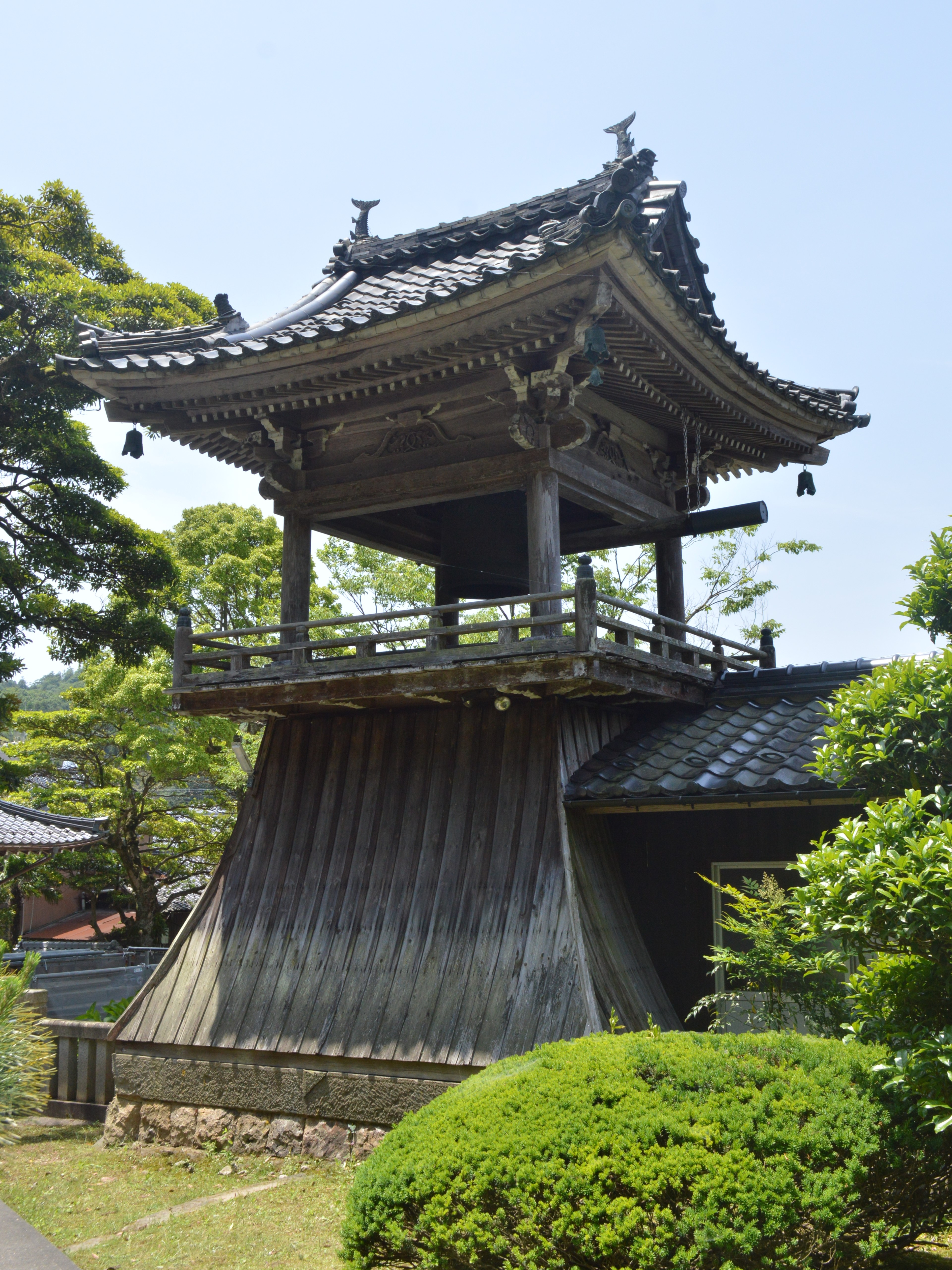
鐘楼
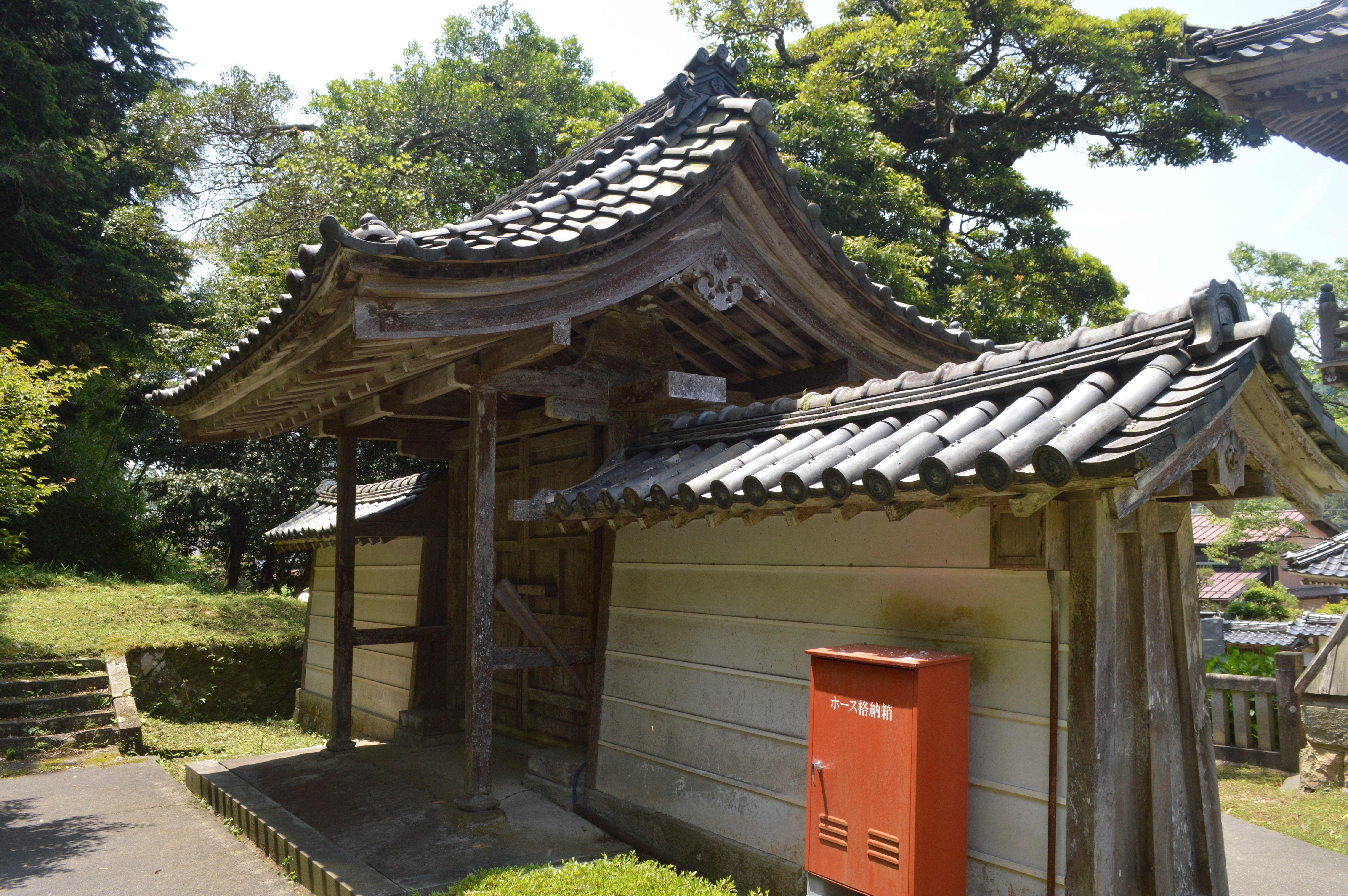
勅使門

## 文化財

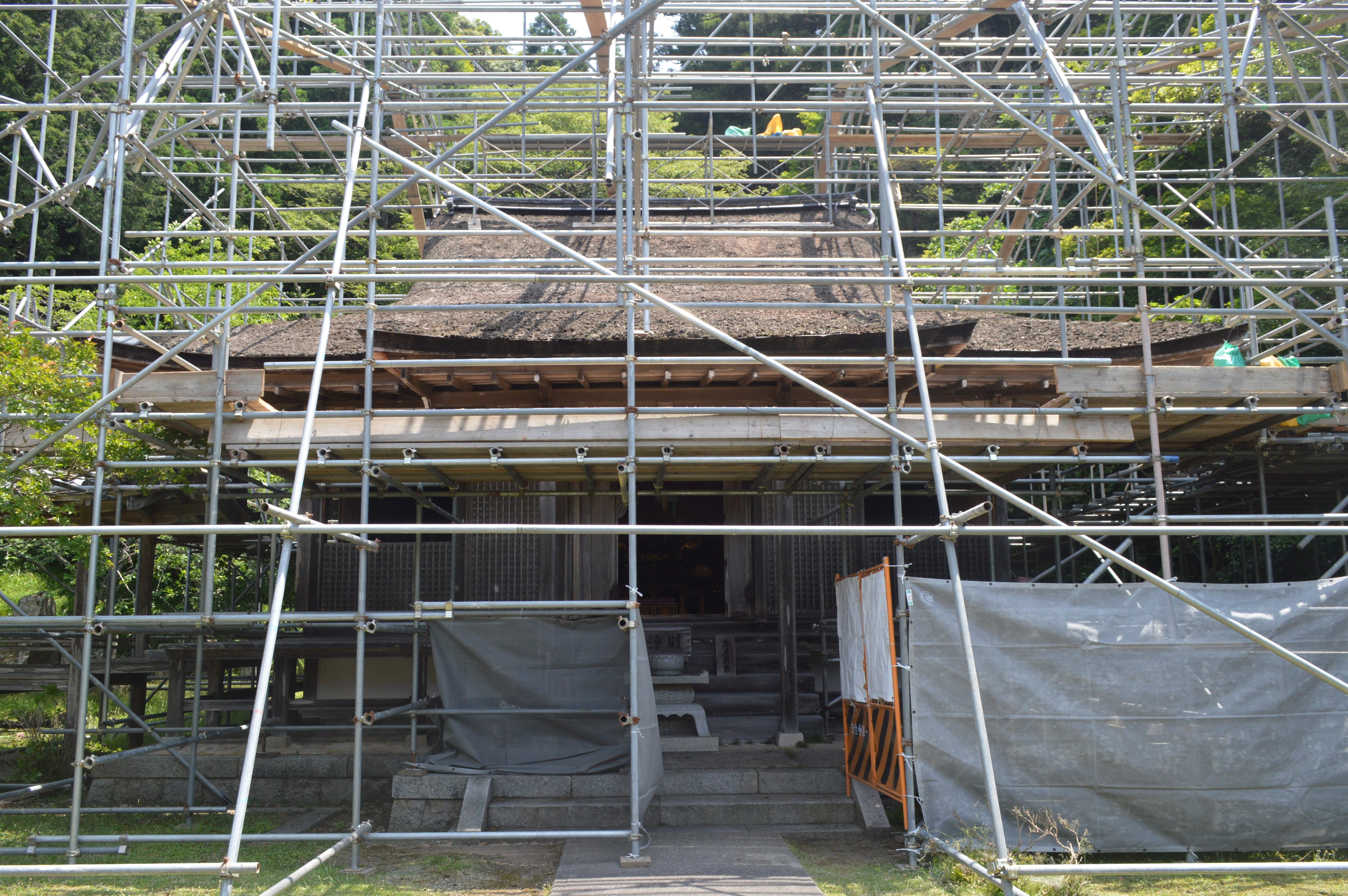
2024年改修中の本殿

### 重要文化財
- 本堂

鎌倉時代に建立された。裄丈5間、梁丈5間、一重の入母屋造。永禄年間（1558～1570年）に一度大改修が行われた。1904年（明治37年）7月には内務省によって特別保護建造物に指定され、1910年（明治43年）から1911年（明治44年）には亀岡末吉により修復されている。
屋根は文献により柿葺と記すものもあるが、檜皮葺。外観は藤原期の寝殿造の様式で、舟肘木の軒が支える住宅風の趣をもつ。内部構造は外陣・内陣・脇の間にわかれる。時宗や浄土宗など浄土系宗派の本堂形式の萌芽として特筆され、同様の形式を持つ本堂は西郷寺や知恩院勢至堂などがある。
丹後地方に現存する最古の木造建築。

### 府指定文化財

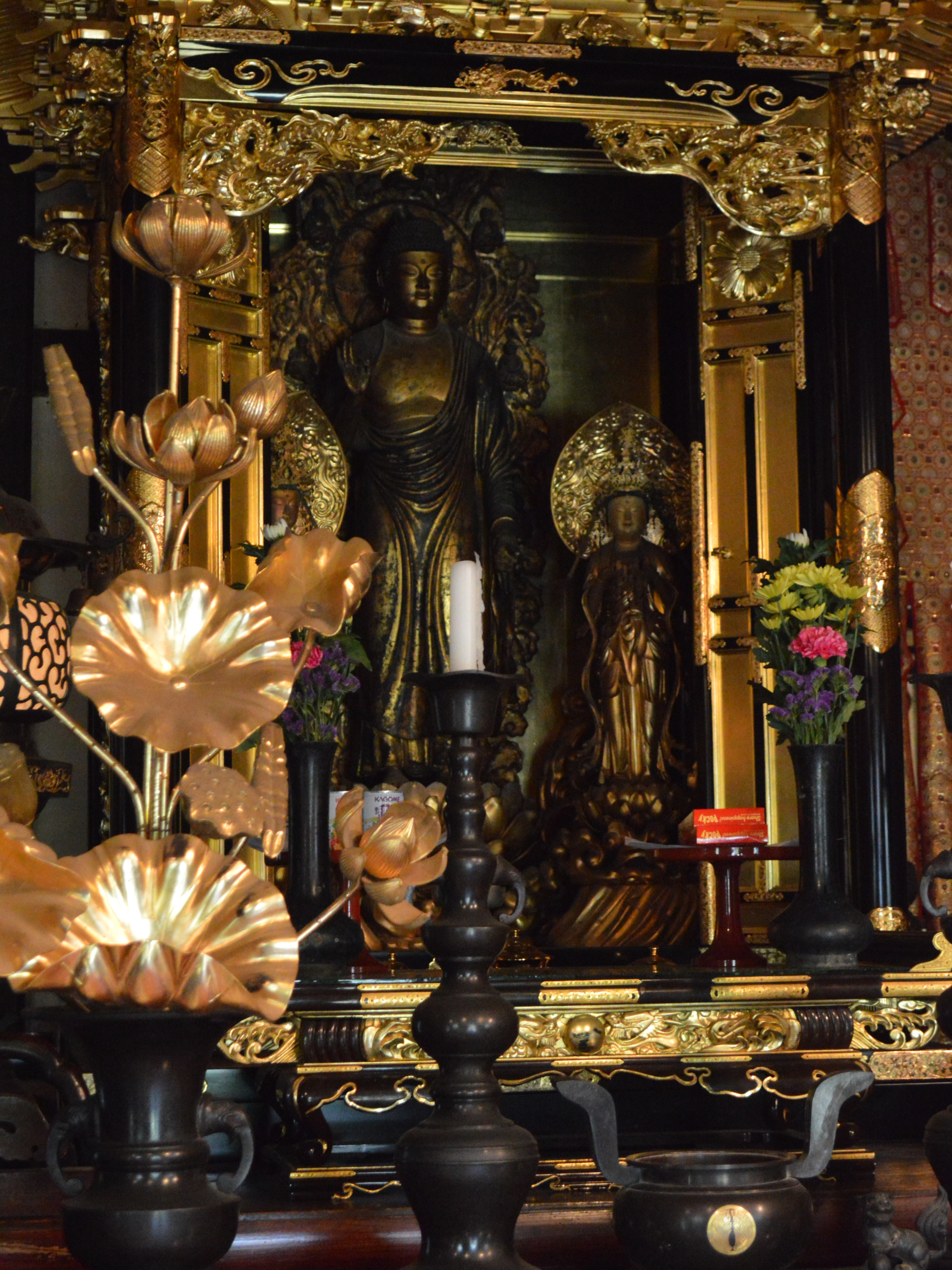
木造阿弥陀如来立像

- 絹本著色当麻曼荼羅図

鎌倉時代の作。縦214.1センチメートル、横幅177センチメートル。唐の善導の『観無量寿経疏』に基づき、阿弥陀三尊を中心に極楽浄土の景観を描く。
- 木造阿弥陀如来立像

1192年（建久3年）に崩御した後白河天皇の追善供養のために造立され、法然によって本願寺に供養された仏像と伝わる。像高97.9センチメートル。本堂の厨子にある本尊。檜材の寄木造であり、漆箔が施されている。

### 府登録文化財
- 本願寺文書（14通）

### 府暫定登録文化財
- 絹本著色仏涅槃図
- 絹本墨画白衣観音像

### 市指定文化財
- 勅使門

1192年（建久3年）建立。1905年（明治38年）に解体修理が行われ、1911年（明治44年）に平唐門が再建された。設計者は京都府技師の亀岡末吉。1983年（昭和58年）4月1日に久美浜町指定文化財に指定され、2004年（平成16年）4月1日に合併によって京丹後市指定文化財に指定された。

### その他寺宝
- 行基菩薩行脚像 - 行基自作[12]
- 善導大師像 - 唐からの伝来[12]
- 円光大師像 - 円光自作[12]

## 現地情報
久美浜一区にある十楽区の東の山麓に位置する。同じ十楽区には熊野酒造などもある。
所在地
- 629-3410 京都府京丹後市久美浜町1

交通アクセス
- 京都丹後鉄道宮津線久美浜駅から徒歩10分[2]